# Spielothek-Cup 2008
Der Spielothek-Cup 2008 war die 23. Austragung des Handballwettbewerbs und wurde am 15. und 16. August 2008 in den ostwestfälischen Städten Minden und Lübbecke in Nordrhein-Westfalen ausgetragen.
GWD Minden setzte sich im Finale mit 27:26 (14:13) Toren im Mühlenkreis-Derby gegen den TuS N-Lübbecke durch und gewann seinen insgesamt vierten Titel. Den dritten Platz sicherte sich Eintracht Hildesheim mit 41:33 (21:17) gegen den schwedischen Vertreter Ystads IF HF. Torschützenkönig wurde Hildesheims Michael Hoffmann mit 20 Toren.

## Preisgeld
Das Preisgeld betrug 4.500 Euro. 2.100 Euro davon gingen an den Sieger GWD Minden.
| Erreichte Platzierung | Preisgeld |
| --------------------- | --------- |
| Sieg                  | 2.100 €   |
| 2. Platz              | 1.200 €   |
| 3. Platz              | 700 €     |
| 4. Platz              | 500 €     |

## Modus
Es wurde mit vier Mannschaften im K.-o.-System mit zwei Halbfinalspielen, dem Spiel um Platz drei sowie dem Finale gespielt. Die Spielzeit betrug 2 × 30 Minuten. Bei unentschiedenem Ausgang nach Ablauf der regulären Spielzeit hätte es eine Verlängerung von 2 × 5 Minuten gegeben. Bei Unentschieden nach Ablauf der Verlängerung ein Siebenmeterwerfen.

## Spiele
Halbfinale
| 15. August 2008 18:00 Uhr | GWD Minden                               | 29:24  | Ystads IF HF                    | Kampa-Halle, Minden |
| 15. August 2008 18:00 Uhr | meiste Tore: Gylfason, Hegemann (8 Tore) | (17:9) | meiste Tore: Rasmussen (6 Tore) | Kampa-Halle, Minden |
| 15. August 2008 18:00 Uhr |                                          |        |                                 | Kampa-Halle, Minden |

| 15. August 2008 20:15 Uhr | TuS N-Lübbecke                  | 27:23  | Eintracht Hildesheim           | Kampa-Halle, Minden |
| 15. August 2008 20:15 Uhr | meiste Tore: Friedrich (8 Tore) | (12:9) | meiste Tore: Hoffmann (7 Tore) | Kampa-Halle, Minden |
| 15. August 2008 20:15 Uhr |                                 |        |                                | Kampa-Halle, Minden |

Spiel um Platz 3
| 16. August 2008 17:30 Uhr | Ystads IF HF                    | 33:41   | Eintracht Hildesheim            | Kreissporthalle, Lübbecke Zuschauer: 1.000 Schiedsrichter: Christoph Immel, Ronald Klein |
| 16. August 2008 17:30 Uhr | meiste Tore: Rasmussen (9 Tore) | (17:21) | meiste Tore: Hoffmann (13 Tore) | Kreissporthalle, Lübbecke Zuschauer: 1.000 Schiedsrichter: Christoph Immel, Ronald Klein |
| 16. August 2008 17:30 Uhr |                                 |         |                                 | Kreissporthalle, Lübbecke Zuschauer: 1.000 Schiedsrichter: Christoph Immel, Ronald Klein |

Finale
| GWD Minden | GWD Minden | TuS N-Lübbecke | TuS N-Lübbecke |
| | Finale 16. August 2008, 19:45 Uhr in Lübbecke (Kreissporthalle) Ergebnis: 27:26 (14:13) Zuschauer: 1.000 Schiedsrichter: Uwe Prang, Uwe Reichl ( Deutschland)                                                                                             |                |                |
| Malik Beširević, Jonas Vieker – Andreas Simon (8), Michael Hegemann (3/1), Gylfi Gylfason (4/3), Jan-Fiete Buschmann , Moritz Schäpsmeier (6), Christopher Kunisch (4/1), Georg Auerswald (1), Anders Henriksson (1) Trainer: Richard Ratka ( Deutschland) | Nikola Blažičko, Björn Buhrmester – Lars Friedrich (8/5), Christian Hildebrand (4/3), Luka Dobelšek (3), Branko Kokir (1), Thomas Schibschid (1), Oliver Tesch (7), Jens Wiese, Þórir Ólafsson (1), Tim Remer (1) Trainer: Patrik Liljestrand ( Schweden) |                |                |
| Schäpsmeier (22.), Henriksson (25., 39.), Auerswald (30., 46.), Simon (58.), Gylfason (60.) | Tesch (19., 35.), Dobelšek (30.), Kokir (51.), Blažičko (60.), Remer (60.) |                |                |
| Auerswald (46./grobes Foulspiel) | |                |                |

## Statistiken
Torschützenliste
| Pl. | Spieler             | Verein               | Tore | FT | 7 m | T/S |
| --- | ------------------- | -------------------- | ---- | -- | --- | --- |
| 1   | Michael Hoffmann    | Eintracht Hildesheim | 20   | 10 | 10  | 10  |
| 2   | Lars Friedrich      | TuS N-Lübbecke       | 16   | 10 | 6   | 8   |
| 3   | Konrad Rasmussen    | Ystads IF HF         | 15   | 9  | 6   | 7,5 |
| 4   | Andreas Simon       | GWD Minden           | 13   | 13 | 0   | 6,5 |
| 5   | Oliver Tesch        | TuS N-Lübbecke       | 12   | 12 | 0   | 6   |
|     | Gylfi Gylfason      | GWD Minden           | 12   | 7  | 5   | 6   |
| 7   | Michael Hegemann    | GWD Minden           | 11   | 10 | 1   | 5,5 |
| 8   | Georgi Nikolow      | Eintracht Hildesheim | 10   | 10 | 0   | 5   |
| 9   | Moritz Schäpsmeier  | GWD Minden           | 9    | 9  | 0   | 4,5 |
|     | Matthias Struck     | Eintracht Hildesheim | 9    | 9  | 0   | 4,5 |
| 11  | Marvin Nartey       | Eintracht Hildesheim | 8    | 8  | 0   | 4   |
|     | Pierre Hammarstrand | Ystads IF HF         | 8    | 8  | 0   | 4   |

FT – Feldtore, 7 m – Siebenmeter-Tore, T/S – Tore pro Spiel

## Aufgebote
| GWD Minden | TuS N-Lübbecke | Eintracht Hildesheim | Ystads IF HF |
| Malik Beširević Jonas Vieker Andreas Simon Michael Hegemann Gylfi Gylfason Jan-Fiete Buschmann Moritz Schäpsmeier Christopher Kunisch Georg Auerswald Anders Henriksson Stephan Just Janis Helmdach | Nikola Blažičko Björn Buhrmester Lars Friedrich Christian Hildebrand Luka Dobelšek Branko Kokir Thomas Schibschid Oliver Tesch Jens Wiese Þórir Ólafsson Tim Remer | Dennis Klockmann Andreas Stange Matthias Struck Georgi Nikolow Michael Hoffmann Goran Jerković Leif Anton Pierre Limberg Jeremias Rose Nicolas Ivakno Marvin Nartey | David Andersson Linus Bolin Konrad Rasmussen Philip Nilsson Martin Walfridsson Krzysztof Fatalski Kacper Wydmuch Pierre Hammarstrand Linus Nilsson Kaupo Palmar Björn Grön Oscar Hugoson Pierre Gaum Hans Karlsson Fabian Nyberg Sebastian Geissler |
| Richard Ratka (Trainer) | Patrik Liljestrand (Trainer) | Gerald Oberbeck (Trainer) | Torben Winther (Trainer) |